# Muhammad Saeed Ahmad
Muhammad Saeed Ahmad (* 2. Februar 1986) ist ein ehemaliger pakistanischer Leichtathlet, der im Mittelstreckenlauf an den Start geht.

## Sportliche Laufbahn
Erste internationale Erfahrungen sammelte Muhammad Saeed Ahmad vermutlich bei den Südasienspielen 2004 in Islamabad, bei denen er mit der pakistanischen 4-mal-400-Meter-Staffel in 3:07,03 min die Silbermedaille hinter dem Team aus Sri Lanka gewann. Im Jahr darauf belegte er bei den erstmals ausgetragenen Islamic Solidarity Games in Mekka in 1:51,72 min den siebten Platz im 800-Meter-Lauf und 2006 gewann er bei den Südasienspielen in Colombo in 3:11,35 min die Bronzemedaille hinter den Teams aus Sri Lanka und Indien. Daraufhin trat er nicht mehr international in Erscheinung.
2005 wurde Saeed Ahmand pakistanischer Meister im 800-Meter-Lauf.